# 61401 Шифф
61401 Шифф (61401 Schiff) — астероїд головного поясу, відкритий 25 серпня 2000 року.
Тіссеранів параметр щодо Юпітера — 3,416.